# Gruta de Santo António
A Gruta de Santo António é uma gruta portuguesa localizada na freguesia da Fonte do Bastardo, concelho da Praia da Vitória, ilha Terceira, arquipélago dos Açores.
Esta cavidade apresenta uma geomorfologia de origem vulcânica em forma de tubo de lava localizado em encosta. Apresenta um comprimento de 302.1 m. por uma largura máxima de 18 m. e por altura também máxima de 9.4 m.